# Comuna Dumbrava, Mehedinți
Dumbrava este o comună în județul Mehedinți, Oltenia, România, formată din satele Albulești, Brâgleasa, Dumbrava de Jos (reședința), Dumbrava de Mijloc, Dumbrava de Sus, Golineasa, Higiu, Rocșoreni, Valea Marcului, Varodia și Vlădica.

## Personalități locale
- Alexandru Boboc (n. 1930), filozof, membru corespondent al Academiei Române.
- Ștefan Boboc (n. 1950, economist, profesor universitar doctor Academia de Studii Economice București.

## Demografie
Componența etnică a comunei Dumbrava
     Români (94,88%)
     Alte etnii (5,12%)
Componența confesională a comunei Dumbrava
     Ortodocși (94,63%)
     Alte religii (0,34%)
     Necunoscută (5,04%)
Conform recensământului efectuat în 2021, populația comunei Dumbrava se ridică la 1.191 de locuitori, în scădere față de recensământul anterior din 2011, când fuseseră înregistrați 1.574 de locuitori. Majoritatea locuitorilor sunt români (94,88%). Din punct de vedere confesional, majoritatea locuitorilor sunt ortodocși (94,63%), iar pentru 5,04% nu se cunoaște apartenența confesională.

## Politică și administrație
Comuna Dumbrava este administrată de un primar și un consiliu local compus din 9 consilieri. Primarul, Cătălin Enache[*], de la Partidul Social Democrat, este în funcție din 2016. Începând cu alegerile locale din 2024, consiliul local are următoarea componență pe partide politice:
|  | Partid                          | Consilieri | Componența Consiliului | Componența Consiliului | Componența Consiliului | Componența Consiliului | Componența Consiliului | Componența Consiliului | Componența Consiliului |
|  | ------------------------------- | ---------- | ---------------------- | ---------------------- | ---------------------- | ---------------------- | ---------------------- | ---------------------- | ---------------------- |
|  | Partidul Social Democrat        | 7          |                        |                        |                        |                        |                        |                        |                        |
|  | Alianța pentru Unirea Românilor | 1          |                        |                        |                        |                        |                        |                        |                        |
|  | Partidul Național Liberal       | 1          |                        |                        |                        |                        |                        |                        |                        |

## Vezi și
- Biserica de lemn din Albulești
- Biserica de lemn din Rocșoreni